# Max Mathews
Max Vernon Mathews, né le 13 novembre 1926 à Columbus (Nebraska) et mort le 21 avril 2011 à San Francisco, est un ingénieur en informatique américain. Il est considéré comme le père de l'informatique musicale. Chercheur aux Laboratoires Bell, il conçoit les premiers convertisseurs analogiques/numériques en se basant sur les travaux théoriques de Claude Shannon.

## Biographie
En 1957, Max Mathews met au point un programme pour l'IBM 704, MUSIC I, qu'il utilise pour réaliser In the Silver Scale, composé par Newman Guttman, première pièce musicale générée par ordinateur. In the Silver Scale est monophonique, car MUSIC I ne permettait qu'une seule voix. En 1959, MUSIC II propose quatre voix et utilise la synthèse par table d'ondes. Afin de permettre aux compositeurs de créer leurs propres fonctions, Mathews crée en 1960 MUSIC III, un environnement modulaire composé de blocks (oscillateurs, enveloppes, mélangeurs...) qui peuvent être reliés les uns aux autres. Les programmes MUSIC IV et MUSIC V seront des portages de MUSIC III sur des machines plus récentes.

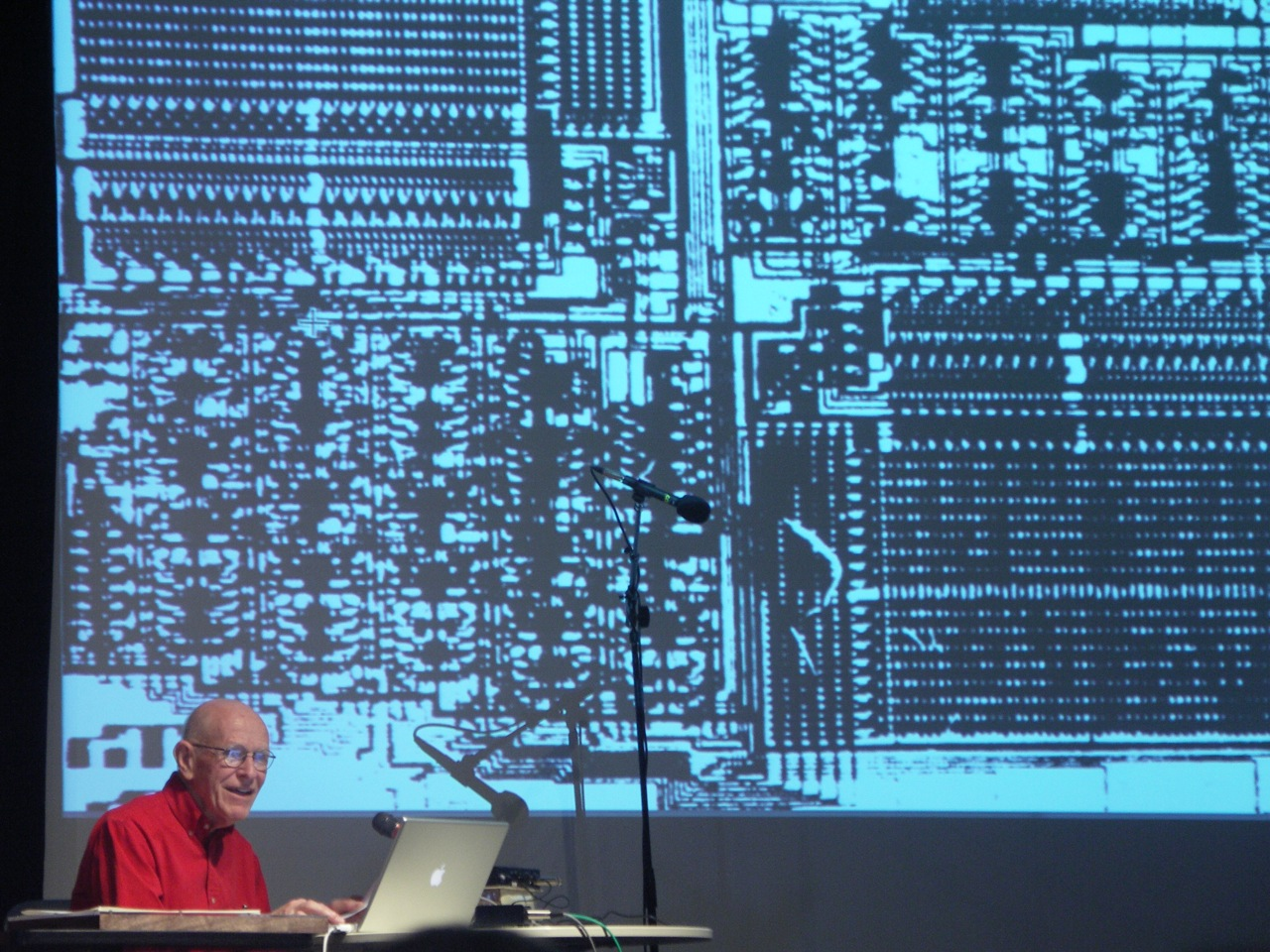
Max Mathews le jour de son

## Qwartz, Prix Internationaux des Musiques Nouvelles
Depuis la première édition du Qwartz, il existe un prix Max Mathews pour récompenser la meilleure innovation technologique.
Max Mathews a aussi reçu le Qwartz d'Honneur (Récompense pour l’œuvre de toute une Vie) en 2008